# Kuurne-Bruxelles-Kuurne 1969
La Kuurne-Bruxelles-Kuurne 1969, venticinquesima edizione della corsa, si svolse il 2 marzo su un percorso di 212 km, con partenza e arrivo a Kuurne. Fu vinta dal belga Freddy Decloedt della squadra Pull Over Centrale-Tasmanie-Novy davanti ai connazionali Noël Vantyghem e Emiel Lambrecht.

## Ordine d'arrivo (Top 10)
| Pos. | Corridore          | Squadra                          | Tempo    |
| ---- | ------------------ | -------------------------------- | -------- |
| 1    | Freddy Decloedt    | Pull Over Centrale-Tasmanie-Novy | 5h18'00" |
| 2    | Noël Vantyghem     | Pull Over Centrale-Tasmanie-Novy | a 5"     |
| 3    | Emiel Lambrecht    | Etalo-Siriki-Ventura             | s.t.     |
| 4    | Roger Rosiers      | Mann-Grundig                     | a 10"    |
| 5    | Julien Stevens     | Faema-Faemino                    | a 13"    |
| 6    | Noël Vanclooster   | Flandria-De Clercq-Kruger        | a 15"    |
| 7    | Christian Callens  | Pull Over Centrale-Tasmanie-Novy | a 22"    |
| 8    | Frans Melckenbeeck | Pull Over Centrale-Tasmanie-Novy | s.t.     |
| 9    | Willy Planckaert   | Frimatic-Viva-de Gribaldy        | a 33"    |
| 10   | Patrick Sercu      | Faema-Faemino                    | s.t.     |